# Аксель Естранд
Аксель Естранд (15 травня 1909 — 11 травня 2005) — шведський стрибун з трампліна. Він брав участь в індивідуальних змаганнях на Зимових Олімпійських іграх 1936 року.